# ダイアナ (駆逐艦・初代)
ダイアナ (HMS Diana) はイギリス海軍の駆逐艦。D級。後にカナダ海軍駆逐艦マーガリー (HMCS Margaree) となった。

## 艦歴
1930年の海軍予算で1931年2月2日に発注。1931年6月12日起工。1932年6月16日進水。1932年12月21日就役。海軍本部が供給する武装や通信装備を除いた建造費洋は22万9502ポンドであった。
「ダイアナ」は地中海の第1駆逐艦戦隊に配属され、1933年9月から1１月にはペルシャ湾や紅海に展開した。第8（後に21）駆逐群で中国艦隊配属のための修理が1934年9月3日から10月23日になされ、1935年1月に現地に到着。アビシニア危機の際、1935年9月から1935年5月まで紅海で地中海艦隊に配属され、ボンベイと東アフリカに立ち寄った後8月7日に香港に戻った。1937年、「ダイアナ」は廈門のそばの灯台が点灯していない原因の調査を行い、そこが海賊に襲われてたことを発見した。ダイアナは第二次世界大戦前の1939年8月に呼び戻されるまで極東にとどまった。
第二次世界大戦勃発により「ダイアナ」は同型艦の「ダンカン」、「デアリング」、「デインティ」とともに地中海艦隊に配属され、10月に現地に到着した。11月中はマルタで修理を受け、それから短期間禁制品取り締まり任務に従事した後本国艦隊の第3駆逐艦戦隊に転属となった。「ダイアナ」は1940年1月に本国水域に到着し、第3駆逐艦戦隊に配属された。「ダイアナ」の任務は本国艦隊の護衛や哨戒であった。2月15日、「ダイアナ」は船団護衛中に衝突事故により損傷し修理のためインバーゴードンからフォース川へ曳航される駆逐艦「ダンカン」を護衛した。
ノルウェーの戦い中、「ダイアナ」は搭載機補充のため4月25日にスカパ・フローへ帰還する空母「フューリアス」を護衛した。5月1日、「ダイアナ」はÅndalsnesからの撤退を支援する第18巡洋艦戦隊の軽巡洋艦「マンチェスター」と「バーミンガム」を護衛し、またノルウェー軍の司令長官Otto Rugeをモルデからトロムソへ運んだ。5月21日に空母「フューリアス」からグロスター グラディエーター戦闘機がバルドゥフォスへ向け発進した際は、「ダイアナ」は「フューリアス」と空母「グローリアス」の護衛を務めていた。その10日後にはアルファベット作戦（ノルウェーからの連合国軍の撤退）中の空母「アーク・ロイヤル」と「フューリアス」を護衛した。
7月はロンドンで修理が行われた。1940年9月6日、「ダイアナ」は衝突事故で失われた駆逐艦「フレーザー」の代艦としてカナダ海軍に移管され、「マーガリー」として就役した。「マーガリー」はOL8船団護衛のため10月20日にロンドンデリーを出港。10月22日、アイルランド西方約400マイルの地点で護衛していた船の1隻、貨物船「ポート・フェアリー (Port Fairy)」の前方を横切った「マーガリー」に「ポート・フェアリー」が衝突し、「マーガリー」は分断された。この事故で142名が失われたが、沈まず浮いていた「マーガリー」の後部からは士官6人と水兵28人が「ポート・フェアリー」に救助された。「マーガリー」の後部は「ポート・フェアリー」が沈めようとしたが沈まず、弾薬切れのためそのまま放置された。